# David Saurí
David Saurí és un geògraf català. Es va llicenciar en Filosofia i Lletres per la Universitat Autònoma de Barcelona el 1981. El 1984 i amb una beca Fulbright-Caixa, començà el programa de doctorat en Geografia de la Universitat de Clark (Worcester, Massachusetts), que acabà el 1990 amb l’obtenció del títol de doctor en Geografia per aquesta universitat. També es doctor en Geografia per la Universitat Autònoma de Barcelona, on imparteix docència a les titulacions de Geografia, Ciències Ambientals i Estudis de l’Àsia Oriental. Des del febrer del 2005 es catedràtic de Geografia Humana de la Universitat Autònoma de Barcelona. La seva recerca s'ha centrat en el cicle de l’aigua a les ciutats i en els impactes del canvi climàtic a Catalunya, especialment en el turisme. Participa en els programes de Màster i Doctorat de la UAB en Geografia, Ciències Ambientals i Estudis Globals de l’Àsia Oriental, i ha dirigit fins ara una vintena de tesis doctorals i molts altres treballs de recerca.